# 亚历山大·布雷金
亚历山大·格里戈里耶維奇·布雷金（俄語：Александр Григорьевич Булыгин，1851年8月18日—1919年9月5日），俄罗斯帝国政治家，曾任俄罗斯帝国内政大臣（1905年）。